# Libro de Aneirin

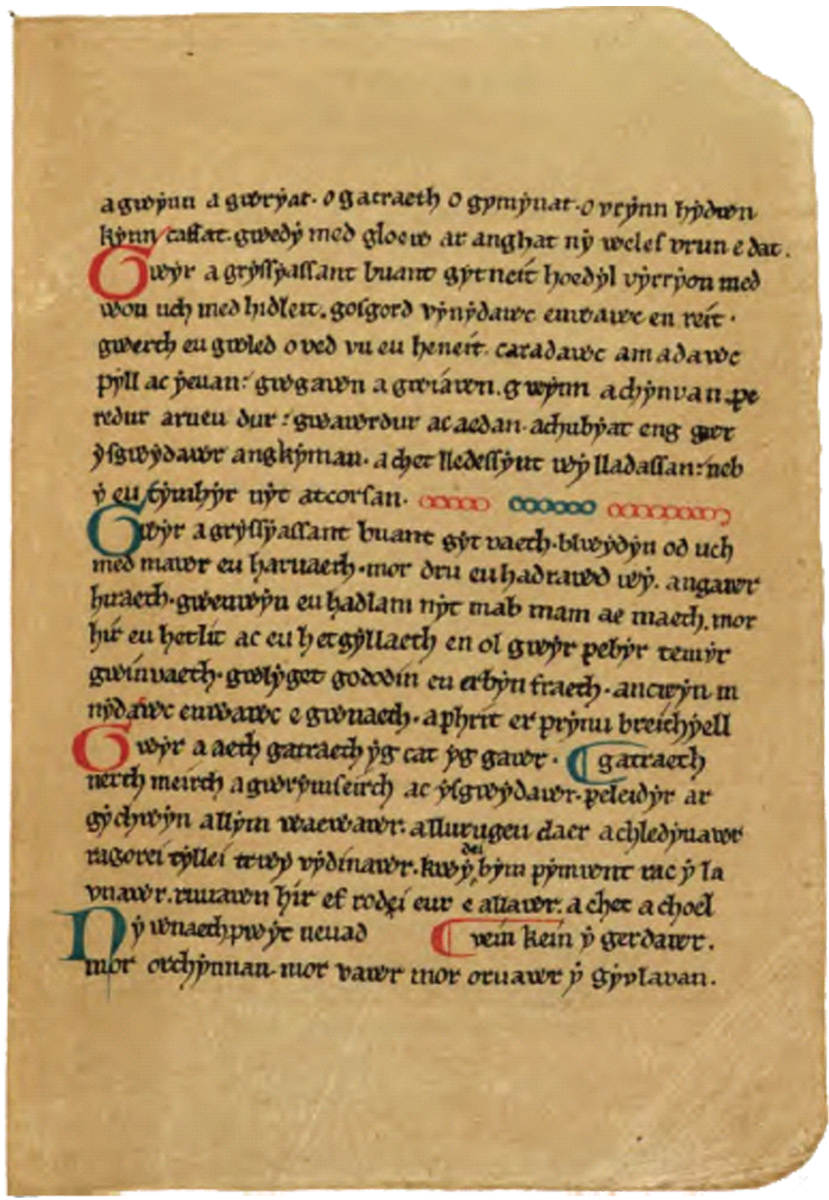
Facsímil de la página 9 del Libro de Aneirin, NLW Llyfr Aneirin, Cardiff MS 2.81.

El Libro de Aneirin (en galés: Llyfr Aneirin) es un manuscrito de finales del siglo XIII que contiene poesía escrita en galés antiguo y medio atribuida al autor norbritano Aneirin.
El manuscrito se conserva en la Biblioteca Nacional de Gales, en Aberystwyth. La obra fue probablemente escrita cerca del año 1265, aunque se cree que es una copia del manuscrito original del siglo IX. La poesía se habría mantenido viva a través de la tradición oral. El poema más conocido que aparece en este manuscrito es Y Gododdin, uno de los primeros en lengua galesa que rinde homenaje a los guerreros de Gododdin (Lothian en la Escocia moderna) que fueron derrotados en la batalla de Catraeth (probablemente en Catterick, en Yorkshire del Norte) en torno al año 600. Algunas partes del poema parecen ser contemporáneas a Aneirin. La otra poesía, no vinculada a esta batalla, incluye, entre otros, un poema breve dedicado a un niño de nombre Dinogad, hijo de un hombre que iba de caza y pesca. 
El historiador y anticuario escocés William Forbes Skene incluyó este libro entre los cuatro que forman parte de su obra The Four Ancient Books of Wales. Los tres libros restantes son el Libro negro de Carmarthen, el Libro de Taliesin y el Libro rojo de Hergest.